# Stephan Guth
Stephan Guth (* 1958 in Schwäbisch Hall) ist ein deutscher Orientalist.

## Leben
Er studierte Islamwissenschaft, Neuere deutsche Literatur und Philosophie in Bonn und Tübingen (MA 1987 in Bonn). Nach der Promotion 1992 zum Dr. phil. an der Universität Bonn war er bis 1996 Referent am Orient-Institut der Deutschen Morgenländischen Gesellschaft (DMG) in Istanbul und Beirut. 1996 kam er als Oberassistent ans Institut für Islamwissenschaft und Neuere Orientalische Philologie der Universität Bern, wo er sich 2002 habilitierte. Seit 2009  ist er Professor für Arabische Sprache und die modernen Literaturen des Sprachraums des mittleren Ostens am Institut für Kulturstudien und Orientalische Sprachen (IKOS) der Universität Oslo.
Seine Forschungsschwerpunkte sind die moderne arabische und türkische Literatur, vergleichende Literaturwissenschaft, sowie Etymologie des Arabischen und arabische Begriffsgeschichte.
Guth wirkte in verschiedenen Funktionen (u. a. als Präsident, Generalsekretär und Schatzmeister) der European Association for Modern Arabic Literature (EURAMAL), ist Mitherausgeber der Reihen mîzân: Studien zu den Literaturen der Islamischen Welt und Porta Linguarum Orientalium (Harrassowitz, Wiesbaden) sowie des Journal of Arabic and Islamic Studies (JAIS). Er ist Fachberater für Türkische Literaturen für Kindlers Literatur Lexikon (3. Aufl., Stuttgart: Metzler, 2009, und online) und schreibt regelmäßig Einträge zur arabischen Literatur in Store norske leksikon (SNL).

## Schriften (Auswahl)
- Liebe und Mannesehre. Szenen einer muslimischen Kleinbürgerehe, beleuchtet anhand des Romans „Der Ölzweig“ (Ġuṣn az-zaytūn) von M. ʿAbdalḥalīm ʿAbdallāh. Berlin 1987, ISBN 3-922968-62-7.
- Zeugen einer Endzeit. Fünf Schriftsteller zum Umbruch in der ägyptischen Gesellschaft nach 1970. Berlin 1992, ISBN 3-87997-203-6.
- Brückenschläge. Eine integrierte „turkoarabische“ Romangeschichte. (Mitte 19. bis Mitte 20. Jahrhundert). Wiesbaden 2003, ISBN 3-89500-341-7.
- Die Hauptsprachen der islamischen Welt. Strukturen, Geschichte, Literaturen. Wiesbaden 2012, ISBN 978-3-447-06786-7.